# 大花木巴戟
大花木巴戟（学名：Morinda longissima），为茜草科巴戟天属下的一个植物种。